# .eg
.eg este un domeniu de internet de nivel superior, pentru Egipt (ccTLD).